# Marthalen
Marthalen es una comuna suiza del cantón de Zúrich, situada en el distrito de Andelfingen. Limita al norte con la comuna de Benken, al noreste con Trüllikon, al sureste y sur con Kleinandelfingen, al suroeste con Flaach, Rüdlingen (SH), Buchberg (SH) y Lottstetten (DE-BW), y al oeste con Rheinau.